# 米吉肯达圣林
米吉肯达卡亚圣林是肯尼亚沿海地区11个独立的森林，长约200千米。当地是米吉肯达人长期的居住区 ，包括九个民族。森林居住区防卫森严，表现了当地人同一性、连续性和凝聚力的生活特点 ，于2008年列入联合国教科文组织世界遗产名录。

## 保护
米吉肯达圣林是米吉肯达人长期的居住区，当地人利用传统经验使用森林资源，保护了生物多样性。20世纪后，由于旅游业的发展和资源紧张，部分人大量砍伐森林，以此用作纪念物的原料和柴火，森林遭到破坏。1992年，米吉肯达圣林被肯尼亚政府列为国家级保护区，2008年7月列入联合国教科文组织世界遗产 。

## 登录基准
该世界遗产被认为满足世界遺產登錄基準中的以下基準而予以登錄：
- （iii）呈现有关现存或者已经消失的文化传统、文明的独特或稀有之证据。
- （v）代表某一个或数个文化的人类传统聚落或土地使用，提供出色的典范－特别是因为难以抗拒的历史潮流而处于消灭危机的场合。
- （vi）具有显著普遍价值的事件、活的传统、理念、信仰、艺术及文学作品，有直接或实质的连结（世界遗产委员会认为该基准应最好与其他基准共同使用）。